# Korn und Berg

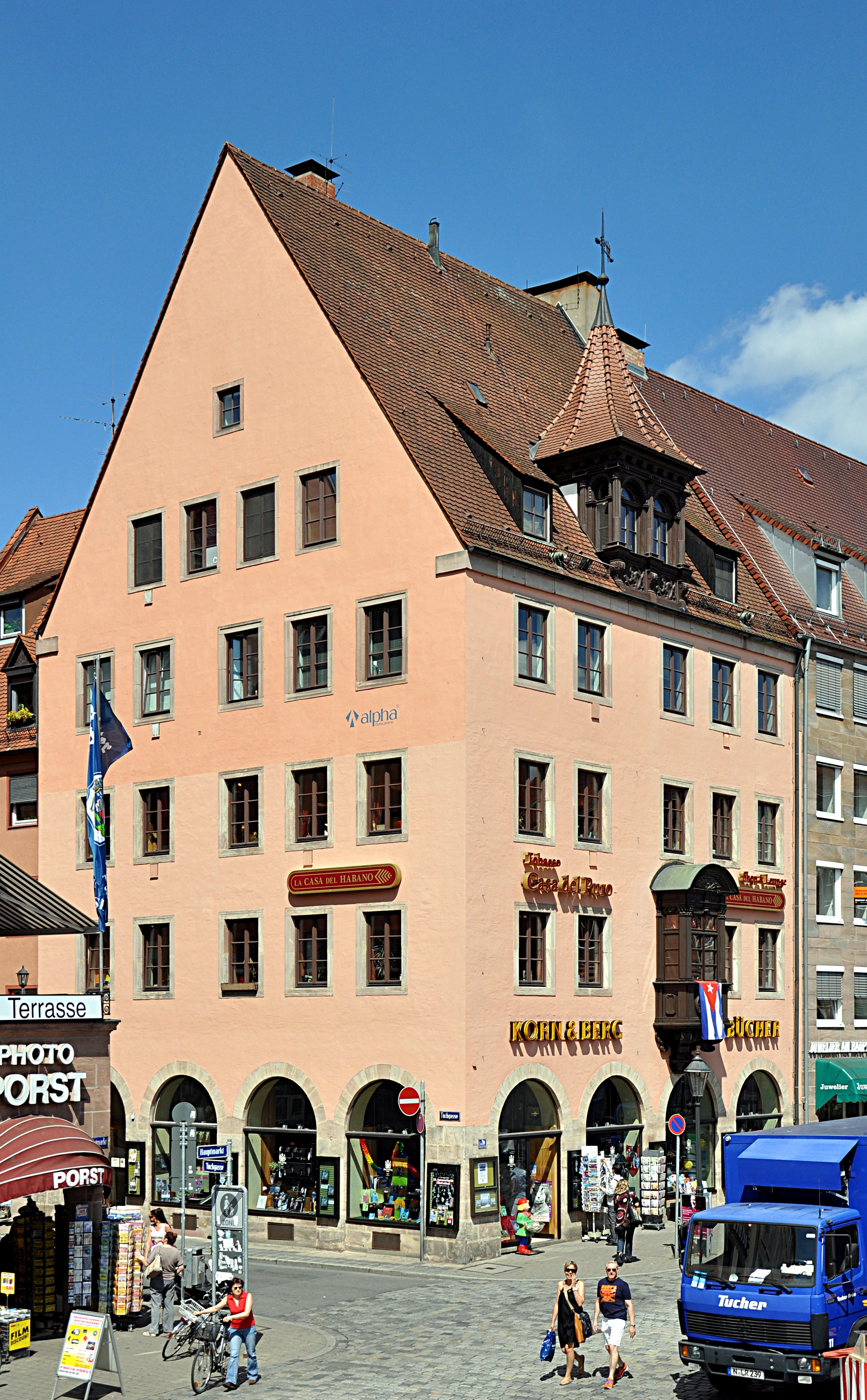
Buchhandlung Korn & Berg am Hauptmarkt 9 in Nürnberg, 2010

Die Buchhandlung Korn & Berg wurde 1531 von Hans und Elsbeth Ott in Nürnberg am Herrenmarkt, dem heutigen Hauptmarkt, gegründet. Sie ist damit die erste und älteste Buchhandlung in Deutschland.

## Geschichte
1793 wurde die Buchhandlung von Ernst Christoph Grattenauer, dem Verleger der Zeitungen Neue Nürnbergische gelehrte Zeitung und Theatralisches Wochenblatt übernommen.
Im Jahre 1834 übernahm Christian Heinrich Korn das Geschäft am Hauptmarkt 9 von seinem Vorgänger und benennt es zu Ehren seines Vaters als Friedrich Kornsche Buchhandlung. 1884 erbte Juliane Wilhelmine Korn die Buchhandlung ihres Vaters Daniel. 1909 übernahm ihr Sohn Alfred Korn das Geschäft, das während des Ersten Weltkrieges dessen Schwester Julia führte. 1919 trat dann Oskar Berg in die Buchhandlung ein, welche ab diesem Zeitpunkt als Buchhandlung Korn & Berg OHG firmiert.
Im Jahre 1945 wurde das Geschäftshaus durch Kriegseinwirkungen völlig zerstört, 1952 eröffnete Alfred Korns Witwe Tilly Korn mit Oskar Berg wieder ein Ladengeschäft am Hauptmarkt, welches ab 1960 von Wolf Dietrich Berg übernommen wurde.
1974 wurde die Buchhandlung von der Friedrich-Alexander-Universität Erlangen-Nürnberg zur Universitätsbuchhandlung gekürt.
Im Jahr 2004 kauften Thomas und Irene Kistner, die Besitzer der Buchhandlung Edelmann in Nürnberg (ebenfalls eine Buchhandlung mit langer Tradition), Korn & Berg.
Vier Mitarbeiter sind in der traditionsreichen Buchhandlung, die 2006 umfassend renoviert wurde, ständig beschäftigt. An der Decke sind Reproduktionen von Dürer-Gemälden zu sehen.